# Júlio Pólux (bizantino)

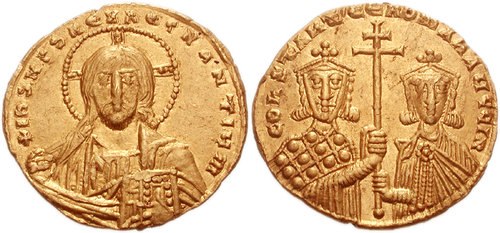
Soldo de r. e Romano II r.

Júlio Pólux (em latim: Julius Pollux; em grego: Ιούλιος Πολυδεύκης; romaniz.: Ioúlios Poludeúkes) foi um escritor bizantino do século X, conhecido por ter escrito uma crônica intitulada "História Natural" (em grego: ιστορία φυσική). Como muitos outros historiadores bizantinos, sua obra inicia-se com a criação do mundo e prolonga-se até o tempo do autor. Os dois manuscritos publicados desta obra prolongam-se até o reinado do imperador romano Valente (r. 364–378), embora o manuscrito situado em Paris afirma que terminaria com a morte do imperador bizantino Romano II (r. 959–963).
A crônica de Júlio Pólux é composta por extratos de outros autores como Simeão Logóteta, Teófanes, o Confessor e a continuação de Constantino VII Porfirogênito (r. 913–959) e nada essencialmente eventos eclesiásticos. Ela foi publicada pela primeira vez em 1779 de um manuscrito de Milão por J. B. Bianconi sob o título Anonymi Scriptoris Historia Sacra. Ela foi republicada em Munique em 1792 por Ignácio Hardt sob o título Julii Pollucis Historia Physica a partir de um manuscrito alojado na cidade no qual estava prefixado o nome do autor.